# Patrick Ryder (militär)
Patrick S. Ryder är en amerikansk militärofficer i flygvapnet och Pentagons nuvarande pressekreterare. Han fungerar som försvarsministerns rådgivare och försvarsdepartementets främsta talesperson, som tillhandahåller information till kongressen och allmänheten.

## Biografi
Patrick Ryder kommer ursprungligen ifrån Florida. Han blev bemyndigad 1992 genom flygvapnets ROTC-program vid University of Florida och har sålunda över 30 års erfarenhet av kommunikation och offentliga angelägenheter. Sedan mars 2023 blev Ryder nominerad för en befordran till generalmajor.

## Utbildning
- Bachelorexamen i Advertising från University of Florida (1992)
- Officerexamen från Squadron Officer School vid Maxwell Air Force Base (1999)
- Masterexamen i Public Administration från Bowie State University (1999)
- Examen i Language Area Studies & Immersion Program från Salzburgs universitet (2002)
- Officerexamen från Air Command & Staff College vid Maxwell AFB, genom korrespondens (2004)
- Masterexamen i strategisk underrättelse från Joint Military Intelligence College vid Bolling AFB (2006)
- Officerexamen från Air War College vid Maxwell AFB, genom korrespondens (2008)
- Masterexamen i National Resource Strategy från Dwight D. Eisenhower School for National Security and Resource Strategy vid Fort Lesley J. McNair (2013)

## Utmärkelser
- Mottagare av Defense Superior Service Medal med ekbladskluster
- Mottagare av Defense Meritorious Service Medal med ekbladskluster
- Mottagare av Meritorious Service Medal med tre ekbladskluster
- Mottagare av Joint Service Commendation Medal med ekbladskluster
- Mottagare av Air Force Commendation Medal med två ekbladskluster
- Mottagare av Air Force Achievement Medal